# Nextjet
Nextjet (initialement Nex Time Jet) est la principale compagnie aérienne régionale de Suède. Fondée en 2002, la flotte de la compagnie est constituée de 4 BAe ATP de 68 places et de 10 Saab 340 de 36 places. Elle exploite principalement des vols à partir de l'aéroport de Stockholm-Arlanda à destination des aéroports régionaux. Elle a des accords de partage de code avec Air Baltic et KLM.
Le 16 mai 2018, elle se déclare en faillite.

## Destinations
En Suède
- Arvidsjaur (Aéroport d'Arvidsjaur)
- Gällivare (Aéroport du Lapland)
- Halmstad (Aéroport d'Halmstad)
- Hemavan (Aéroport d'Hemavan Tärnaby)
- Karlstad (Aéroport de Karlstad)
- Kramfors (Aéroport de la Haute Côte)
- Linköping (Aéroport de Linköping City)
- Lycksele (Aéroport de Lycksele)
- Norrköping (Aéroport de Norrköping)
- Stockholm (Aéroport de Stockholm-Arlanda)
- Visby (Aéroport de Visby)
- Växjö (Aéroport de Småland)
- Örebro (Aéroport d'Örebro)

À l'étranger
- Copenhague (Aéroport de Copenhague)

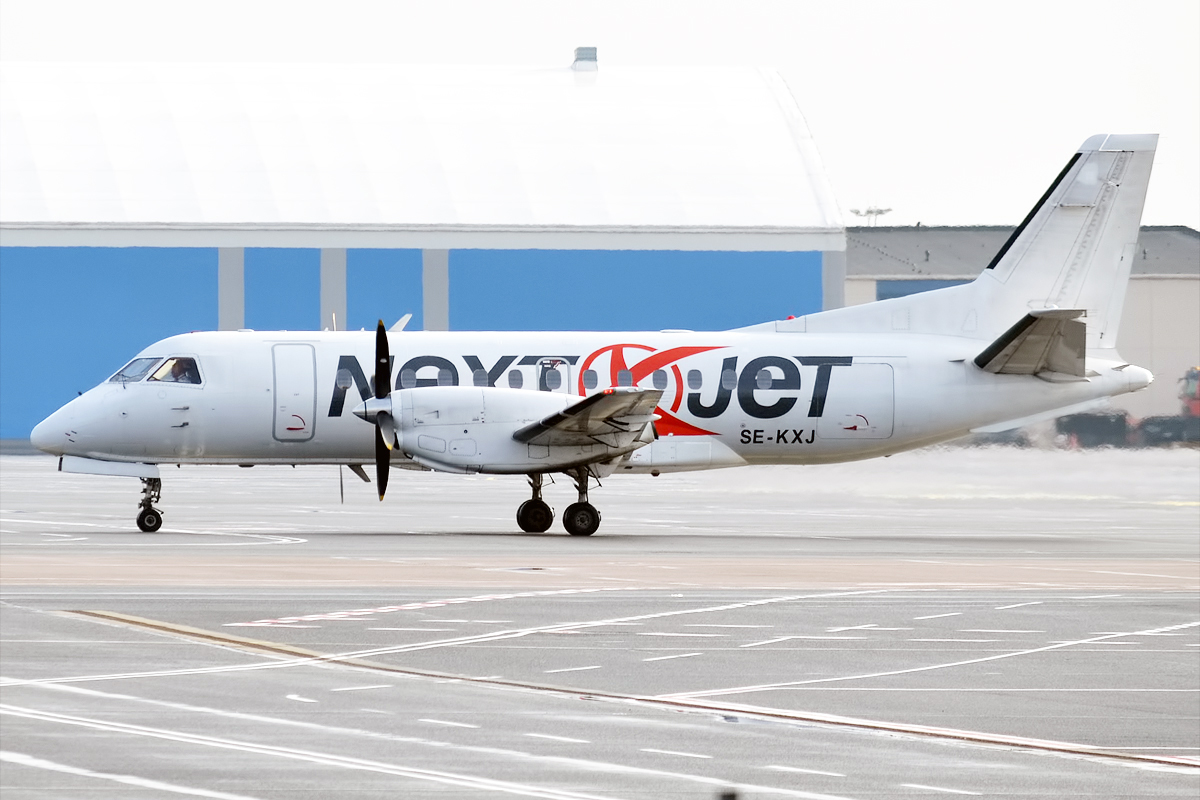
Saab 340 de Nextjet

- Mariehamn (Aéroport de Mariehamn)
- Turku (Aéroport de Turku)